# (73707) 1991 VS10
(73707) 1991 VS10 – planetoida z pasa głównego asteroid okrążająca Słońce w ciągu 5,47 lat w średniej odległości 3,1 j.a. Odkryta 5 listopada 1991 roku.